# Vsevolod Bobrov

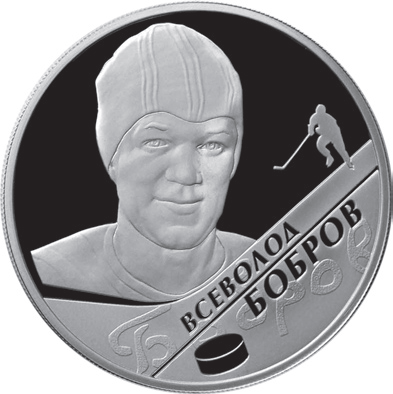
Vsevolod Bobrov avbildad som ishockeyspelare på ryskt mynt från 2009.

Vsevolod Michailovitj Bobrov, ryska: Всеволод Михайлович Бобров, född den 1 december 1922, död den 1 juli 1979, var en framgångsrik idrottsman inom bollsporter i Sovjetunionen.

## Karriär
Vsevolod Bobrov föddes i den sovjetiska staden Morsjansk i Tambov oblast. Han var en idrottsman utöver det vanliga och ägnade sig åt både bandy, fotboll och ishockey. Efter att ha tjänstgjort i Röda armén under andra världskriget erbjöds han att börja spela för arméns fotbollslag i Moskva, där han fram till 1953 hann med att vinna tre sovjetiska mästerskap och stå för 97 mål på 116 matcher. Han representerade även det sovjetiska fotbollslandslaget under de Olympiska sommarspelen 1952 i Helsingfors, där han lyckades att göra fem mål, men medaljen uteblev.
Fotboll var den idrott som Bobrov prioriterade, men det var i ishockey han nådde störst framgångar. År 1946 anslöt han till arméns lag även i ishockey, CSKA Moskva. Med dem vann han sju mästerskap och på endast 130 matcher gjorde den genialiske ryssen smått makalösa 254 mål, nästan två mål per match i snitt. Vid trettiofyra års ålder blev Bobrov uttagen till truppen som skulle representera den nya supermakten vid OS i Cortina d'Ampezzo i Italien 1956. Utan att förlora ett enda poäng gick Bobrov och hans lagkamrater hela vägen fram till en välförtjänt guldmedalj, man slog bland andra Sverige med 5–1 och Kanada med 2–0. Bobrov var även med och vann VM 1954 och 1956 och åstadkom enastående 89 mål på 59 landskamper. 
Som om det inte var nog med det så förde han också det sovjetiska landslaget i ishockey till två VM-guld som tränare, 1974 och 1975. Vsevolod Bobrov dog i Moskva 1979, ihågkommen som en av de främsta genom tiderna i Ryssland inom både fotboll, bandy och ishockey.

## Meriter
- Olympiska vinterspelen 1956 – guld i ishockey
- VM i ishockey 1954 – guld, som spelare
- VM i ishockey 1956 – guld, som spelare
- VM i ishockey 1974 – guld, som tränare
- VM i ishockey 1975 – guld, som tränare
- Sovjetisk mästare i ishockey – 3 gånger
- Sovjetisk mästare i fotboll – 7 gånger
- Landslaget i ishockey – 59 gånger
- IIHF:s Hall of Fame – 1997